# Cheick Oumar Sissoko
Pour les articles homonymes, voir Sissoko.
Cheick Oumar Sissoko est un réalisateur et homme politique malien, né en 1945 à San (Mali).

## Biographie
Étudiant à Paris, Cheick Oumar Sissoko obtient un DEA d’histoire et sociologie africaine et un diplôme de l'École des hautes études en sciences sociales, en histoire et cinéma. Il suit ensuite des cours de cinéma à l’École nationale supérieure Louis-Lumière.
De retour au Mali, il est engagé comme réalisateur au Centre national de la production cinématographique (CNPC). Il y réalise  Sécheresse et exode rural.
En 1995, il réalise Guimba (« Le Tyran ») qui reçoit le prix spécial du jury au Festival de Locarno, le Prix du meilleur long métrage lors du 6e Festival du cinéma africain de Milan (1996) et l’Étalon de Yennenga au Fespaco (Festival panafricain du cinéma et de la télévision de Ouagadougou).
En 1999, sort La Genèse pour lequel il reçoit de nouveau l’Étalon de Yennenga au Fespaco et le Prix du meilleur long métrage lors du 10e Festival du cinéma africain de Milan (2000).
En 2000, il réalise Battù qui obtiendra le prix RFI Cinéma du public au Fespaco en 2001.
Il a créé un collectif de production « Kora film ».
Président du parti Solidarité africaine pour la démocratie et l'indépendance (SADI), Cheick Oumar Sissoko est nommé le 16 octobre 2002 ministre de la Culture dans le gouvernement d'Ahmed Mohamed ag Hamani. Il sera confirmé à ce poste le 3 mai 2004 dans le gouvernement d'Ousmane Issoufi Maïga et quitte le gouvernement lors de sa démission le 27 septembre 2007.
Le 5 mai 2013, Cheick Oumar Sissoko est élu secrétaire général de la Fédération panafricaine des cinéastes (FEPACI).

## Filmographie
- 1982 : L'École malienne
- 1983 : Les Audiothèques rurales
- 1984 : Sécheresse et exode rural
- 1986 : Nyamanton, la leçon des ordures
- 1989 : Finzan (en)
- 1992 : Être jeune à Bamako
- 1992 : L'Afrique bouge
- 1993 : Problématique de la malnutrition
- 1995 : Guimba, un tyran, une époque
- 1999 : La Genèse
- 2000 : Battù